# Сонорский длинноногий сцинк
Сонорский длинноногий сцинк, или сонорский сцинк (лат. Plestiodon obsoletus) — вид ящериц из рода плестиодонов семейства сцинковых, распространённый в США и Мексике. Питается насекомыми, другими беспозвоночными и ящерицами. Самки откладывают яйца в гнёздах под камнями и охраняют их.

## Описание
Является одним из наиболее крупных видов рода и самым крупным сцинком в США. Длина взрослых особей от кончика морды до клоаки 8,9—14,2 см, общая длина может достигать 34,9 см. В отличие от многих других сцинков, чешуи на боках туловища расположены в косых, а не горизонтальных рядах. В брачный сезон у самцов сильно увеличивается голова.
Окраска спинной стороны тела светло-серая, оливково-коричневая или бежевая. Края спинных чешуй чёрные или тёмно-коричневые, иногда тёмные участки сливаются, образуя полосы вдоль всего тела. Бока с оранжево-розовым крапом. Хвост и ноги желтоватые или бледно-оранжевые. Брюхо однотонно бледно-жёлтое. Молодые сцинки сверху чёрные, снизу тёмно-серые. Верхняя сторона головы покрыта золотыми или оранжевыми пятнами, а на губных щитках имеются крупные белые пятна. Хвост ярко-синий. По мере роста чёрная пигментация пропадает, оставаясь лишь на задних краях чешуек.

## Ареал и места обитания
Сонорский длинноногий сцинк широко широко распространён в США и Мексике от северо-восточного Колорадо, южной Небраски и юго-западной Айовы через Аризону, Нью-Мексико, Канзас, Миссури, Оклахому и Техас до Тамаулипаса и Дуранго. Встречается на высоте от уровня моря до 2650 м.
В восточной части ареала обитает в зоне прерий на скалистых участках, дне каньонов, песчаных холмах и поймах рек, в то время как на западе занимает месы, каньоны и горы в семиаридных областях, предпочитая поросшие кустарниками скальные выходы вдоль рек.

## Образ жизни
Обычно встречается на мелкозернистых рыхлых почвах, под камнями, корой, брёвнами и досками. Ведёт скрытный образ жизни. При поимке пыттается укусить. Питается насекомыми (кузнечиками, тараканами, сверчками, муравьями, гусеницами и жуками), пауками, моллюсками и другими ящерицами.

## Размножение
Спаривание происходит в апреле—мае. В мае—июле самка откладывает от 7 до 24 (в среднем около 12) яиц в гнезде под камнями, которые затем охраняет, периодически переворачивая, передвигая с места на места и облизывая языком. Детёныши появляются в конце лета. Самка помогает им при вылуплении и остается с ними по меньшей мере в течение 10 дней, ухаживает за детёнышами, вылизывая их клоакальную область.

## Состояние популяций
Общая численность неизвестна, но по оценке Международного союза охраны природы превышает 100 000 особей. В связи с широким распространением и предположительно высокой численностью МСОП отнёс вид к категории «вызывающих наименьшие опасения». Встречается на некоторых охраняемых территориях.